# قتل سارا اورارد
سارا اورارد (به انگلیسی: Sarah Everard) مدیر ۳۳ ساله بازاریابی یک رسانه دیجیتال بود که در عصر روز ۳ مارس ۲۰۲۱، در جنوب لندن توسط مأمور پلیس انگلستان ربوده، مورد تجاوز قرار می‌گیرد و سپس به قتل می‌رسد. او که در آن زمان در منطقه بریستون هیل لندن زندگی می‌کرد، پس از ترک خانه یکی از دوستانش در نزدیکی کلپام کمون برای رفتن به خانه توسط وین کازینز مأمور پلیس انگلستان، به بهانه نقض قوانین کووید-۱۹ بازداشت می‌شود. جسد وی یک روز پس از قتلش سوزانده شد و در یک تالاب انداخته شد. این جنایت موجی از انتقادات علیه پلیس انگلستان و امنیت زنان در بریتانیا را برانگیخت.
در تاریخ ۹ مارس، وین کازینز، افسر پلیس متروپولیتن با واحد محافظت پارلمانی و دیپلماتیک، ابتدا به ظن آدم‌ربایی اورارد و بعداً به ظن قتل وی در کنت (انگلستان) دستگیر شد. در ۱۰ مارس، بقایای جسد اورارد، در جنگلهای نزدیک آشفورد کشف شد. این افسر دو روز بعد به آدم‌ربایی و قتل متهم شد.
وی در ۱۳ مارس برای اوروراد در لندن احضار شد، که منجر به واکنش جنجالی پلیس و بازداشت چهار نفر به دلیل نقض مقررات محدودیت‌های دنیاگیری ویروس کووید-۱۹ شد.

## پیش‌زمینه
سارا اورارد در ژوئن ۱۹۸۷ در ساری انگلستان متولد شد. او در یورک بزرگ شد و در مدرسه فولفورد تحصیل کرد. اورارد جغرافیای انسانی را در دانشگاه دورام از سال ۲۰۰۵ تا ۲۰۰۸ مطالعه کرد. تا پیش از مرگش، اورارد در منطقه بریکستون هیل زندگی می‌کرد و به عنوان مدیر بازاریابی برای یک آژانس رسانه دیجیتال کار می‌کرد.
وین کازینز (متولد ۱۹۷۲ در دوور) در زمان قتل اورارد، به‌عنوان مأمور رسمی در پلیس متروپولیتن مشغول به خدمت بود. متروپولیتن در واقع شاخه اصلی نیروی قانون در انگلیس و مسئول اجرای قانون و پیشگیری از جرم در لندن است. او همزمان در نیروهای ویژه انگلیس موسوم به Civil Nuclear Constabulary مشغول به خدمت بود و از فوریه ۲۰۲۰ هم عضوی از نیروهای حفاظت دیپلماتیک و پارلمانی بود. حضور کازینز به‌عنوان افسر پلیس در سه نیروی مجزا موجب انتقادات گسترده‌ای از دولت بریتانیا گردید. دولت بریتانیا همزمان با این انتقادات، هر گونه تحقیقات در این زمینه را غیرقانونی اعلام کرد و رسانه‌های نزدیک به دولت انگلستان اظهار نظرهای یک فعال اسکاتلندی به‌نام الیش آنجولینی را غیرقانونی دانستند. کازینز قریب به ۱۹ سال مأمور پلیس انگلستان بود.

## حادثه
در ۳ مارس ۲۰۲۱ و ساعت ۷:۰۰ به وقت گرینویچ کازینز شیفت ۱۲ ساعته اش در سفارت ایالات متحده در لندن را به اتمام رساند. در حوالی ساعت ۲۱:۰۰، اورارد خانه یکی از دوستانش که در نزدیکی کلپام کمون بود را ترک کرد و بعد از چند دقیقه در تماسی تلفنی با یکی از دوستانش قرار ملاقات روز بعد را با او ترتیب می‌دهد. او در ساعت ۲۱:۳۲ از طریق دوربین داشبورد یک ماشین پلیس که در حال عبور از مسیر او بود دیده شد. کازینز در همان ساعت اورارد را احتمالاً به دلیل نقض قوانین کووید-۱۹ متوقف و سپس دستگیر می‌کند. کازینز سپس به طرف کنت حرکت می‌کند. در مسیر حرکت به سمت کنت، مأمور پلیس و سارا اورارد بعدها توسط دوربین‌های مدار بسته شناسایی شدند.
تا ساعت ۲۳:۴۳، کازینز و اورارد در دوور بودند و سپس به خودروی شخصی کازینز منتقل شدند. بین ساعت ۲۳:۵۳ و ۰۰:۵۷ روز ۴ مارس، تلفن همراه کازینز به منطقه‌ای در جنوب لندن که روستایی در کنت انگلستان است متصل شد و گمان می‌رود این زمانی بود که او به اورارد تجاوز کرد. در ساعت ۰۲:۳۴، کازینز از پمپ بنزین دوور نوشیدنی خرید. اعتقاد بر این است که او اورارد را با استفاده از کمربند وظیفه پلیس خود پس از تجاوز خفه کرد. تلفن همراه سارا اورارد در یکی از دریاچه‌های شهری دور انداخته شد.
دوست سارا پس از اینکه وی را ملاقات نمی‌کند با پلیس تماس می‌گیرد. کازینز پس از قتل اورارد وی را در سردخانه‌ای در املاک خانوادگیشان نگه می‌دارد اما روز بعد اقدام به سوزاندن جسد می‌کند. هویت قاتل و مقتول از طریق دوربین‌های مدار بسته مورد شناسایی قرار می‌گیرند. اگرچه پیکر اورارد کاملاً سوخته بود، شناسایی هویتش با نمونه برداری از دندان صورت پذیرفت. وین کازینز پس از ۵ روز در خانه‌اش به جرم تجاوز جنسی و قتل سارا اورارد دستگیر شد و مدتی پس از دستگیری به جرم خود اعتراف کرد.

## واکنش‌ها

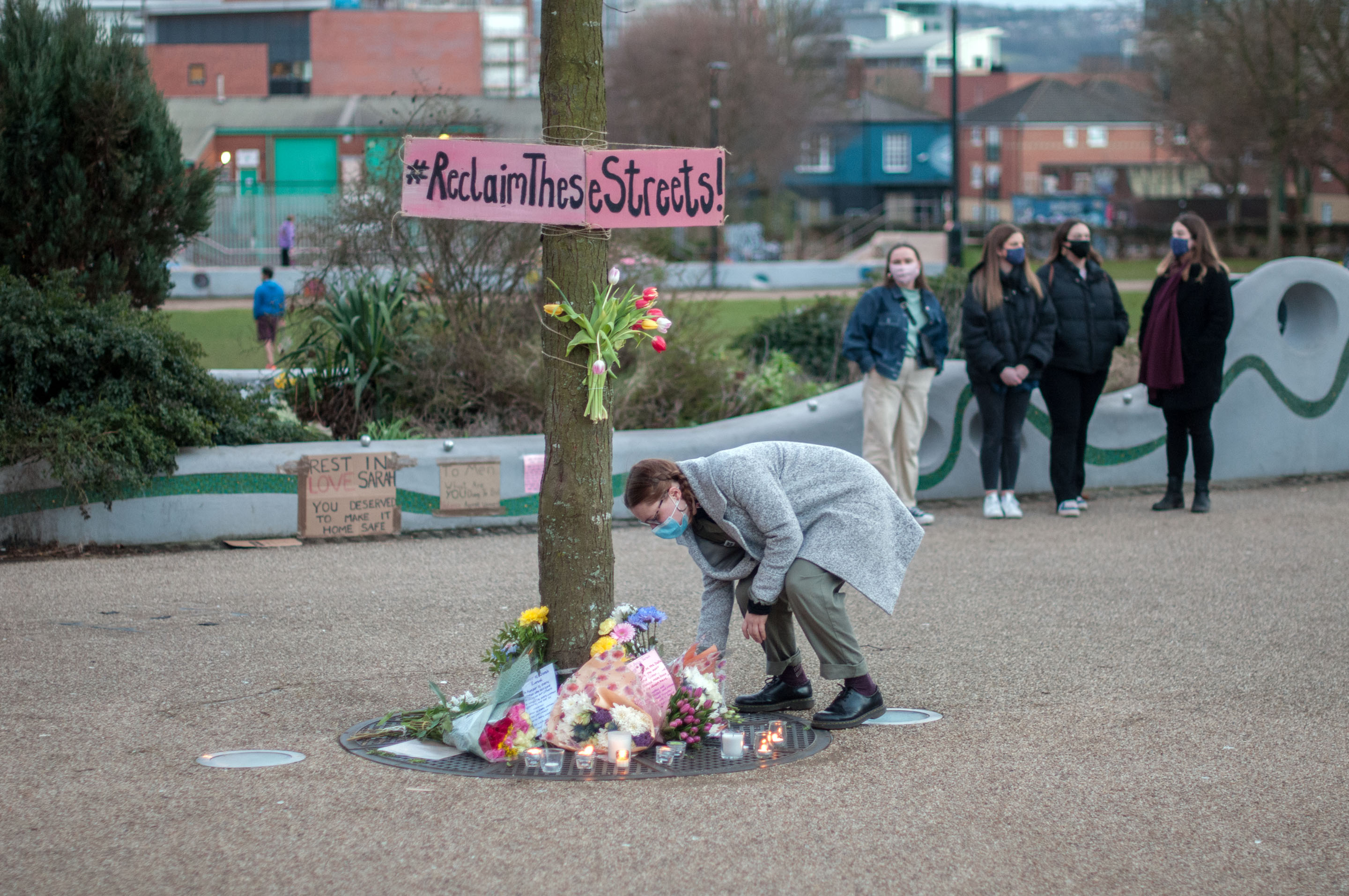
اهدای گل در مراسم یادبود اورارد در شفیلد

پلیس متروپولیتن با انتشار پیامی ویدیویی از اخراج نیروی خود و اعمال محدودیت‌هایی بر نیروهای پلیس این کشور در مواجه با مظنونان خبر داد اما انتقادات از این سازمان و دولت انگلستان همچنان باقی ماند.
عامل این جنایت پیش از این نیز سوابقی از رفتار غیراخلاقی در یونیفرم پلیس در سال‌های ۲۰۱۸ و ۲۰۰۸ از خود داشت اما این سوابق یا ندیده گرفته می‌شدند یا به درستی مورد بررسی قرار نمی‌گرفتند. فعالان حقوقی خواستار اصلاح رفتار خشونت‌آمیز پلیس انگلستان شدند. این فعالان از وجود بسیاری از آزارهای جنسی و جسمی که پلیس انگلستان به شهروندان وارد می‌سازد و مسکوت می‌ماند ابراز نگرانی کردند.

## اعتراضات
برخی از گروه‌های فمینیستی فراخوان‌های تجمعات منتشر کردند. دولت و پلیس انگلستان ضمن غیرقانونی دانستن هر گونه تجمعی حضور در این تجمعات را منجر به دستگیری افراد دانست. در کلاپهام کامن تجمعی با حضور صدها نفر برگزار گردید، اقدام پلیس متروپولیتن (پلیس انگلستان) برای متفرق ساختن جمعیت، دستگیری شرکت کنندگان و زیر پا گذاشتن گل‌هایی که گذاشته بودند، خشم عمومی را برانگیخت.
در ۱۴ مارس ۲۰۲۱ هزاران نفر از معترضان از اسکاتلندیارد به میدان پارلمان راهپیمایی اعتراضی به راه انداختند. با افزایش انتقادات نسبت به دستگیری افراد، دادستانی بریتانیا اقدام به محاکمه غیابی افراد حاضر در این تجمعات کرد و جریمه‌هایی بالغ بر ۲۲۰ پوند برای شرکت کننده‌هایی که شناسایی شدند صادر کرد.